# Berganty
Berganty är en kommun i departementet Lot i regionen Occitanien i södra Frankrike. Kommunen ligger i kantonen Saint-Géry som tillhör arrondissementet Cahors. År 2022 hade Berganty 138 invånare.

## Befolkningsutveckling
Antalet invånare i kommunen Berganty
| Referens: INSEE |